# Antal Kotász
Antal Kotász (ur. 1 września 1929 w Vasvárze  – zm. 6 lipca 2003 w Budapeszcie) – piłkarz węgierski grający na pozycji pomocnika. W swojej karierze rozegrał 37 meczów w reprezentacji Węgier.

## Kariera klubowa
Swoją karierę piłkarską Kotász rozpoczynał w klubie Kőbányai TK. Następnie odszedł do TF Haladás. W 1947 roku został zawodnikiem Vasasu Budapeszt i w sezonie 1947/1948 zadebiutował w jego barwach w pierwszej lidze węgierskiej. W 1948 roku został z Vasasem wicemistrzem Węgier. W 1948 roku odszedł do drugoligowego Szegedi Honvéd, a w 1950 roku został zawodnikiem Sztálinvárosi Építők. W 1953 roku awansował z nim z drugiej do pierwszej ligi.
W 1955 roku Kotász zmienił klub i został piłkarzem Honvédu Budapeszt. Grał w nim do końca swojej kariery sportowej, czyli do 1963 roku. W 1955 roku wywalczył z nim mistrzostwo kraju, a w 1959 roku zdobył Puchar Mitropa.

## Kariera reprezentacyjna
W reprezentacji Węgier Kotász zadebiutował 19 września 1954 roku w wygranym 5:1 towarzyskim meczu z Rumunią. W 1954 roku został powołany do kadry na mistrzostwa świata w Szwecji. Na mundialu rozegrał dwa mecze: z Meksykiem (4:0) i z Walią (1:2). Od 1954 do 1961 roku rozegrał w kadrze narodowej 37 meczów.